# Bronislava Müllerová
Bronislava Müllerová (rozená Koutná, 16. ledna 1959 – 23. června 2003) byla představitelkou českého disentu v 2. polovině 20. století a překladatelkou děl v té době zakázaných autorů.
V letech 1977–1989 se podílela na reprodukci státním aparátem nepovolených tiskovin, což přinášelo riziko spojené s možností konfrontace s bezpečnostními složkami. K tomu to účelu sloužilo samizdatové nakladatelství Prameny, které vedla společně se svým manželem.
Počátkem osmdesátých let dvacátého století stála s mnoha dalšími osobnostmi, zvláště pak i občany cizích států, u zrodu Vzdělávací nadace Jana Husa. Cílem této organizace bylo dát možnost vzdělávat se lidem, kterým bylo v jejich rozvoji neoprávněně bráněno státní mocí. Zakladatele nadace k tomuto cíli vedlo vědomí, že bez vzdělání veřejnosti nelze dosáhnout trvalé svobody. Bronislava Müllerová proto vedla takzvané bytové semináře, které umožňovaly scházení lidí, kterým bylo bráněno se vzdělávat, a nabízeli jim alespoň určitý rozvoj vědomostí. Na těchto seminářích přednášeli rovněž lidé ze zahraničí. Tyto semináře pak byly distribuovány i v textové podobě.
Od školního roku 2005/2006 je k připomenutí její činnosti Vzdělávací nadací Jana Husa udělována studentům středních škol Cena Bronislavy Müllerové.

## Seznam přeložených děl a textů
- Štvanice (2003)[4]
- Krvavé peníze (2002)[4]
- Totožnost je príma kšeft (2001)[4]
- Žena stínů (2000)[4]
- Sametoví filozofové : [podzemní univerzita v Československu a role Vzdělávací nadace Jana Husa v letech 1979–1989] (1999)[4]
- Tanec za mrtvé (1999)[4]
- Day (1999)[5]
- Kdo schovaný není... (1997)[4][6]
- Cena svobody : život Angličanky v Praze (1997)[4][6]